# Izak
Izak je moško osebno ime.
God 19. oktober 

## Izvor imena
Izak je svetopisemsko ime, ki prek latinskega imena Isaac in grškega Ισααχ izhaja iz hebrejskega imena Jichak/Jishák z nekdanjim pomenom »naj se Bog smeje; naj bo Bog naklonjen«.

## Tujejezikovne oblike imena
- pri Angležih: Isaac, skrajšano Ike
- pri Francozih: Isaac
- pri Madžarih: Izsák
- pri Nemcih: Isaac, Isaak
- pri Nizozemcih: Izaäk
- pri Poljakih: Izaak
- pri Prekmurcih: Ižak

## Pogostost imena
Po podatkih Statističnega urada Republike Slovenije je bilo na dan 31. decembra 2007 v Sloveniji število moških oseb z imenom Izak: 126.

## Osebni praznik
V koledarju je ime Izak zapisano 19. oktobra (Isaac Jogues, francoski jezuit, kanadski mučenec, †19. okt. 1647).

## Zanimivost
- Slavni Izak je Isaac Newton, angleški fizik
- Ime Izak najpogosteje označuje judovsko  poreklo nosilca, saj je poleg Abrahama in Jakoba eno najbolj tipičnih judovskih imen.